# Represa Ullum

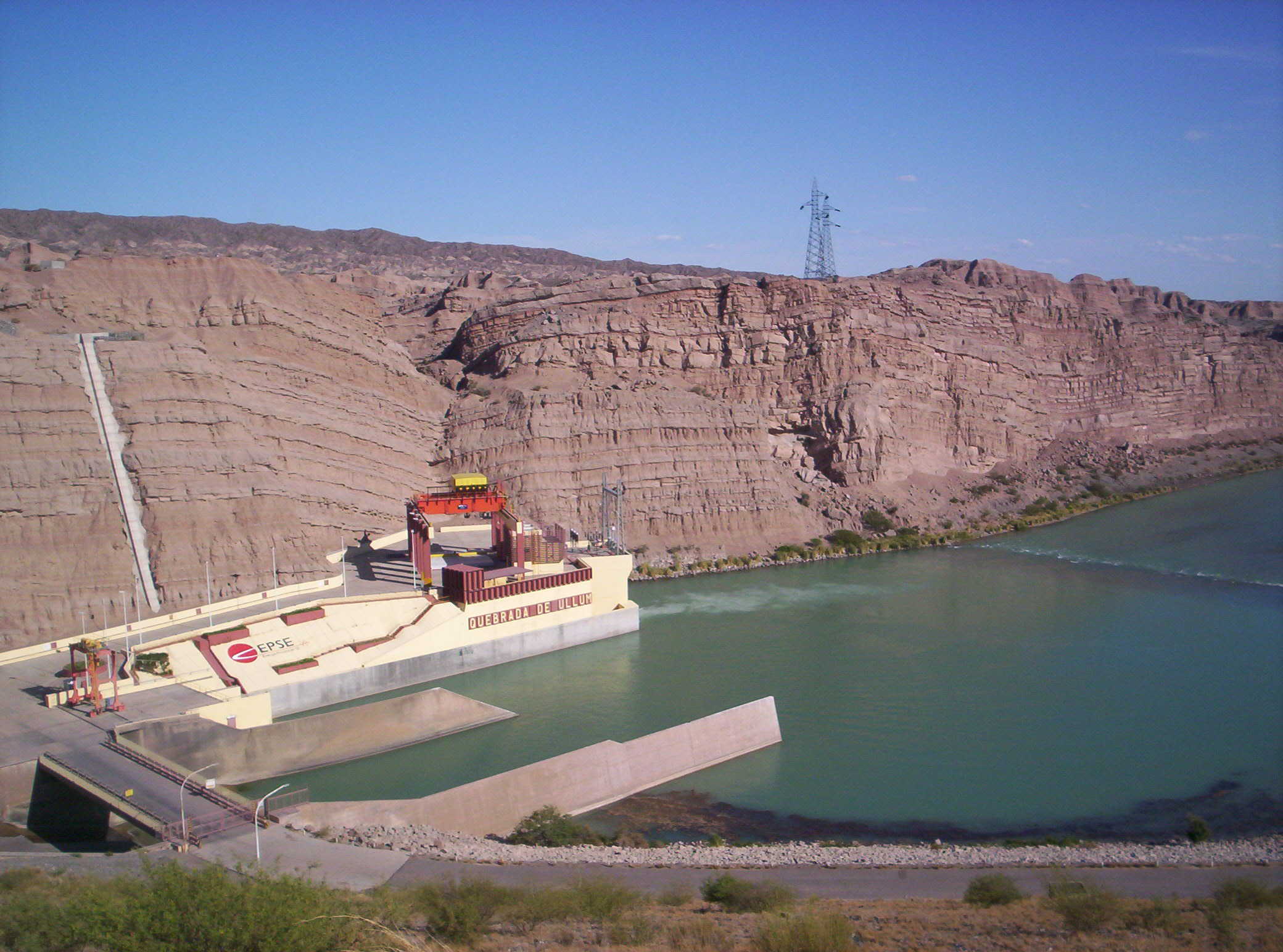
Vista a la Central Quebrada de Ullum

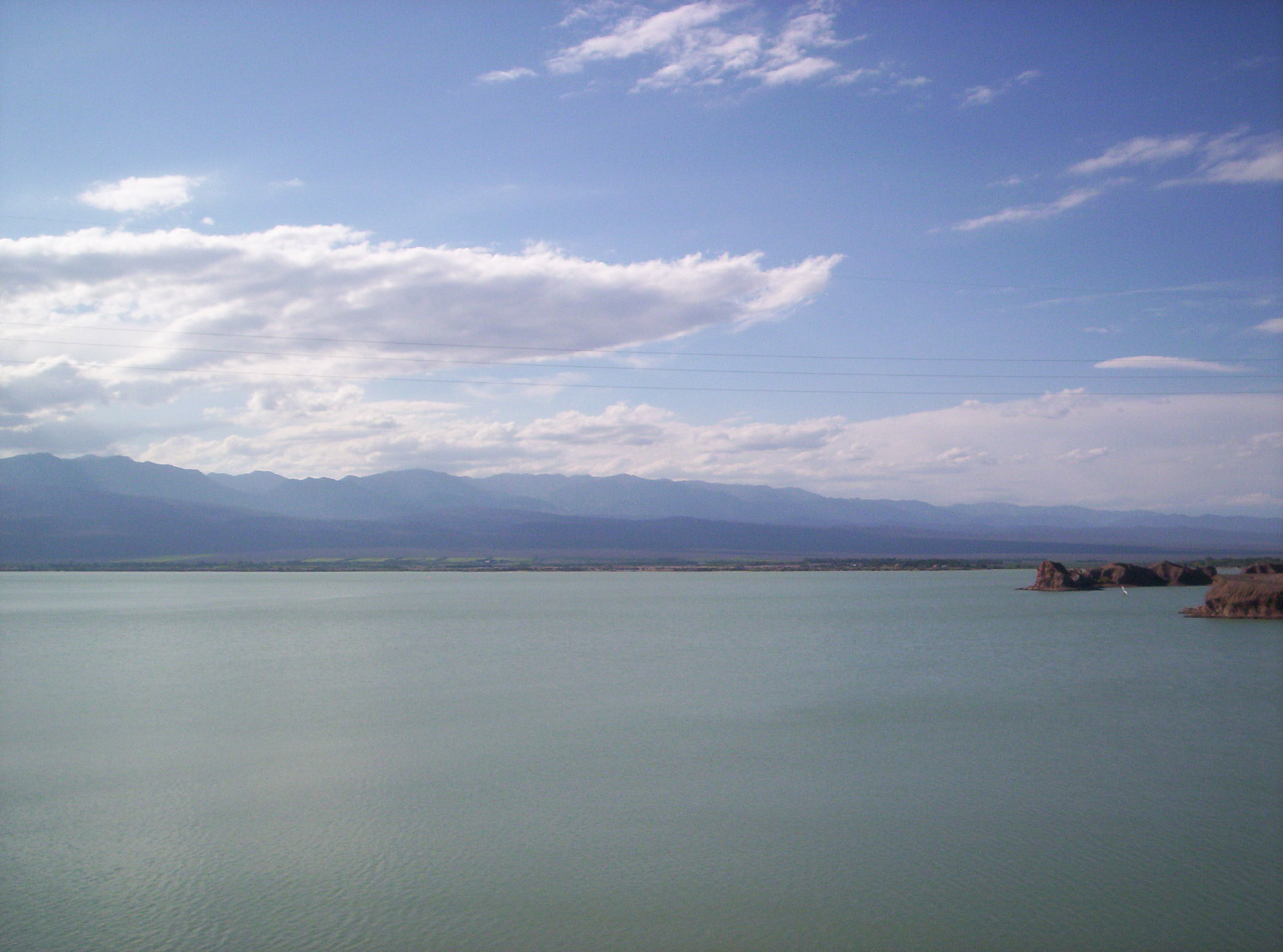
Otra vista al embalse Ullum

La represa Ullum es una represa sobre el río San Juan, ubicada en el extremo sureste del departamento Ullum y extremo noreste del departamento Zonda, en el centro sur de la provincia de San Juan, Argentina.
Emplazada en la cabecera del cañón de la Quebrada de Ullum a 768 m s. n. m., 18 km aguas arriba de la ciudad de San Juan, y creado como reservorio con un área de 3200 ha, un volumen de 440 millones de m³, y una profundidad media y máxima de 15 y de 40 m, respectivamente. El agua del reservorio alimenta una central hidroeléctrica con una capacidad instalada de 41 MW.
Fue inaugurado el 3 de diciembre de 1980. La región es árida, con un promedio anual de lluvias de 85 mm, es atravesada por los ríos San Juan y Jáchal. El embalse se emplea para regular el caudal para riego de 800 km² del Valle del Tulúm para agricultura, que es la base de la economía regional. También es recreacional y turístico.

## Localización
La Represa Quebrada Ullum se construyó en la cabecera norte de la Quebrada de Ullum, entre la Sierra de Marquesado, al oeste, y la Loma de Las Tapias, al este. Ambos macizos de origen Paleozoico pertenecientes a la Precordillera. 
Se accede a la misma a través de la Ruta Provincial 60, distando a 20 kilómetros, en dirección noroeste, de la Ciudad de San Juan, aguas arriba del Dique José Ignacio de la Roza.

## Historia
La presa de embalse Quebrada de Ullum es una de las obras hidroeléctricas más importantes de la provincia de San Juan. El aprovechamiento del río San Juan a través de una construcción hídrica de gran escala fue anhelado por generaciones en la provincia. La obra fue realizada en sucesivos gobiernos que pasaron por la provincia, pero la mayoría fueron arrasadas por las corrientes y crecidas del río. Los estudios de factibilidad comenzaron en 1969. Carlos Enrique Gómez Centurión fue el gobernador encargado de adjudicar la ejecución de la obra a la empresa. La construcción se comenzó durante el gobierno de Eloy Próspero Camus y la obra fue finalmente inaugurada el 3 de diciembre de 1980. Al año siguiente comenzó la construcción de la Central Hidroenergética de Pie de Presa Ullum II, que fue inaugurada en 1988. Desde entonces, el dique se encarga proporcionar agua para los cultivos de los valles del Tulúm, Ullum y Zonda, y la Central energética abastece a la provincia de energía hidroeléctrica, principalmente a la Ciudad de San Juan.
A partir de septiembre de 2004 EPSE, organismo estatal, es el concesionario para la explotación, operación y mantenimiento de la central hidroeléctrica, por un período de 30 años. Está lleva a cabo las tareas administración, explotación y comercialización de la energía eléctrica generada por dicha central.

## Importancia

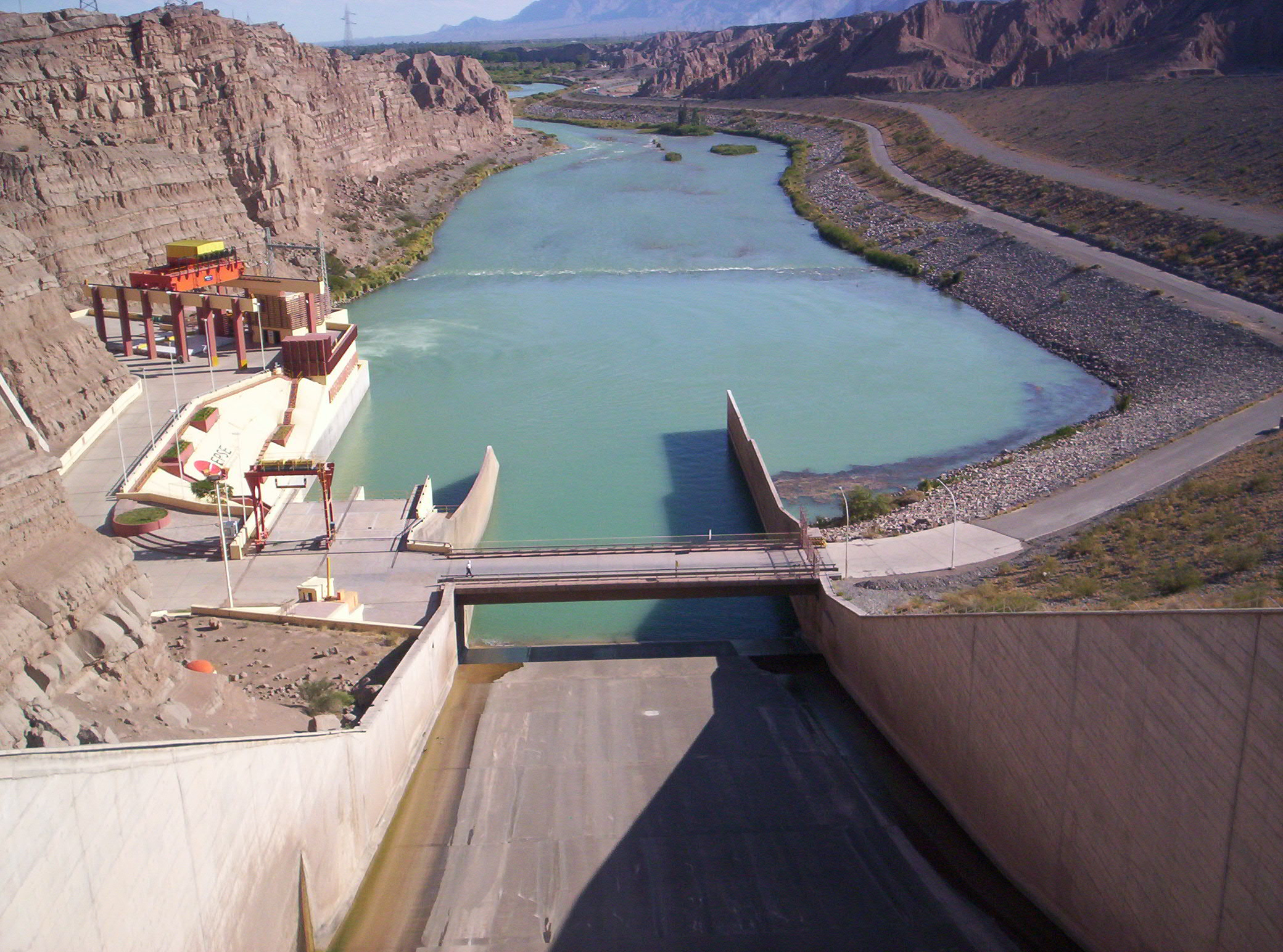
Vista del aliviadero del dique

La Represa Ullum satisface las demandas del riego para el área cultivada en el Valle del Tulúm, incluida la requerida para agua potable, cuyo principal demandante es el Gran San Juan. La demanda de riego es variable todos los meses siendo máxima en los meses de diciembre y enero disminuyendo hacia la estación invernal, circunstancia que permite aprovechase los meses de junio y julio para practicar la monda (limpieza de canales de riego) y su respectivo mantenimiento.
También implica la regulación de los caudales del Río San Juan, garantizando el agua de riego. La generación de energía a partir de la instalación de la central hidroeléctrica a pie de presa asegura un aporte energético del orden de los 172 millones de kilovatios/hora/año (172 GWhora/año).
Otro objetivo es el mejoramiento en la calidad del agua potable para la población, ya que el embalse sirve como decantador del material en suspensión que transporta el río, llegando a la planta potabilizadora de Marquesado el agua más, lo que reduce los costos de filtrado.
La importancia relacionada al turismo ha generado la instalación de complejos recreativos en el perilago.

## Turismo

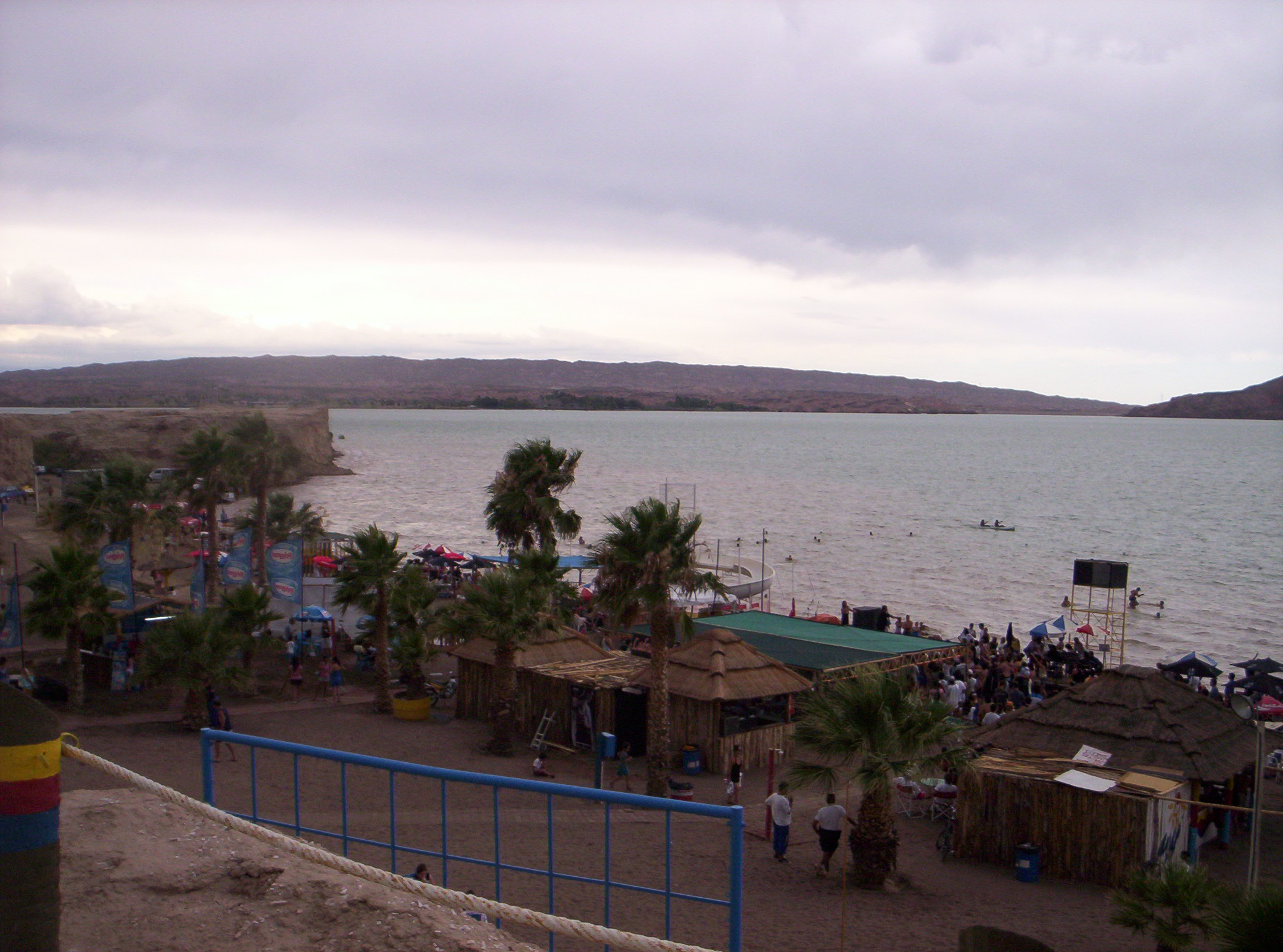
Uso turístico del dique

El embalse Ullum es sin lugar a duda uno de los principales atractivos turísticos de la provincia de San Juan. En él es posible la práctica de varios deportes acuáticos en el lago y deportes de aventura como escalinatas a las serranías ubicadas en su alrededor, ciclismo entre otros.
En cuanto al alojamiento se encuentra un hotel de cinco estrellas y también se ubican diversos camping situados en las costas del lago. El principal acceso al mismo se hace por la Ruta provincial 14, está ruta se encuentra circundando al lago permitiendo la vista del mismo.
- Playas Punta Tabasco
- Country-Club de Vela y Remo
- Club Náutico de San Juan
- Del Bono Beach
- Acuadinos (parque de diversiones acuáticas)
- Embarcadero de Ullum
- INCJUPEN Club de la Universidad Nac. de San Juan
- Camping Palmar del Lago
- Club de Caza y Pesca
- Playas Costa Magna
- Playas Municipales de Ullum
- Camping Dique Lateral (Zonda)

- localizado a 31°04′00″S 68°05′00″O / -31.06667, -68.08333

### Camping
- Municipalidad de Ullum

Pertenece al circuito: ciudad -Santa Lucía - Rivadavia - Rawson - Ullum
Ubicación: a 28 km al oeste de la ciudad de San Juan. Acceso: a 50 m del lago y a 16 km del Dique de Ullum, por Ruta Prov. RP 14.  Pileta de natación, sanitarios con agua caliente y fría, luz eléctrica en todo el predio y asadores. Municipalidad de Ullum
- Universidad Nacional de San Juan

Pertenece al circuito: ciudad -Santa Lucía - Rivadavia - Rawson - Ullum 
Ubicación: a 23 km al oeste de la ciudad de San Juan, en el perilago del Embalse de Ullum. Acceso: por Ruta Prov. RP 14 hasta el Embarcadero y hacia la derecha 100 m
- Palmar del Lago

Pertenece al circuito: ciudad -Santa Lucía - Rivadavia - Rawson - Ullum 
Ubicación: a 23 km de la ciudad capital de San Juan, en el perilago del Embalse de Ullum, en el Departamento homónimo. Acceso: por Ruta Provincial RP 14, al acceso al Embarcadero. Accesos pavimentados, quincho, puerto para embarcaciones. Gremio Luz y Fuerza.
- Bosque del Dique

Pertenece al circuito: ciudad -Santa Lucía - Rivadavia - Rawson - Ullum 
Ubicación: a 23 km de la ciudad. Acceso: por ruta prov. RP 14 a 500 m del Embarcadero. Piscina